# カンボジア・ベトナム戦争
カンボジア・ベトナム戦争（カンボジア・ベトナムせんそう、柬越戦争）は、冷戦の地政学的状況下で戦われたベトナム社会主義共和国とカンボジアの軍事衝突。両国の陸海国境に沿った限定的な衝突に始まり、時には師団規模の軍事編成での衝突に発展した。
1978年12月25日、ベトナムはカンボジアへの全面的な侵攻に踏み切り、クメール・ルージュ（カンボジア共産党）を政権から駆逐してカンボジア国土の大半を占領するも最高指導者のポル・ポトとクメール・ルージュの残党はジャングルに逃げ隠れ、地下活動を続けて長期化させた。中越戦争と併せて第三次インドシナ解放戦線と総称される。
ベトナム戦争中、ベトナム共産党とクメール・ルージュは、両国内の親米政権に対抗するため連合を形作っていた。しかし、ベトナムとの共闘を誇示していたにもかかわらず、クメール・ルージュ指導部は、ベトナム共産党がこの地域における優勢な軍事力でインドシナ連邦を形成しようと策動していることを恐れていた。優勢な状態にあるベトナムの計画を阻止するため、1975年にロン・ノル政権が降伏したとき、クメール・ルージュ指導部は、ベトナムで訓練を受けた同志を粛清し始めた。
間もなく、1975年5月、クメール・ルージュに支配された新生民主カンプチアは、ベトナムに対する戦争を開始し、まずベトナムのフーコック島を攻撃した。両国の間で戦闘が行われたにもかかわらず、再統一したベトナム指導部とカンボジア指導部は、1976年を通じて表向きは両国の強力な関係を強調する外交を展開した。しかしその裏で、カンボジア指導部はなおもベトナムの拡張主義と認識していたものを恐れていた。
そのような中で1977年4月30日、カンボジアはベトナムに対する別の大規模な軍事攻撃を開始した。カンボジアの攻撃に衝撃を受けて、ベトナムはカンボジア政府を交渉のテーブルにつかせることを目的に、1977年末に報復攻撃を開始した。1978年1月、ベトナム軍はその政治目的に達しなかったため、撤退した。
中華人民共和国が両国の平和交渉の仲介に当たろうとする中で、1978年を通じて両国間に小競り合いが続いた。しかしいずれも交渉の席で受諾可能な妥協には至らなかった。1978年末までにベトナム指導部は、カンボジアのクメール・ルージュ政権を、中華人民共和国寄りでベトナムに反感を持ち過ぎるとし、排除することに決定した。1978年12月25日、ベトナム軍15万人がカンボジアに侵攻し、ほぼ2週間でカンボジア軍を殲滅した。
1979年1月8日、親ベトナムのカンプチア人民共和国 (PRK) がプノンペンで建国され、10年に及ぶベトナムの占領が始まった。この時期、クメール・ルージュ率いる民主カンプチアでは、数個の武装抵抗集団がベトナムの占領に抵抗するべく結成され、依然として国際連合からカンボジアの正当な政権と認められていた。その裏でPRKのフン・セン首相は、平和交渉を始めるために、民主カンプチアの各派に接近した。国際社会からの強力な外交圧力と経済圧力の下、ベトナムは一連の経済改革と外交政策の改革を行い、1989年9月にカンボジアから撤退することになった。
1990年に開かれた第3回ジャカルタ非公式会議において、オーストラリアが主導するカンボジア和平計画の下、CGDKとPRKの代表団は、最高国民評議会 (SNC) として知られる統一政権を樹立し、権力を共有することで合意した。SNCの役割は、国連カンボジア暫定統治機構 (UNTAC) が、カンボジア政府が平和的で民主的な過程を通じ、人民により選ばれるまでカンボジア国内の政策を管理することを任務とするものである。とはいえSNCは、国際社会においてカンボジアを代表することになった。クメール・ルージュ指導部は総選挙に参加しないと決定していたため、カンボジアの平和への道筋は難航があきらかであった。彼らは参加の代わりに国連平和維持部隊への軍事攻撃を開始し、ベトナム系住民を殺害することで選挙運動を粉砕する道を選んだ。
1993年5月、最高国民評議会議長ノロドム・シハヌーク率いるフンシンペックは、総選挙に勝利してカンボジア人民党 (CPP) を破った。しかしCPP指導部は敗北を認めることを拒否し、CPPの票のほとんどが投じられたカンボジア東部の県が、カンボジアから分離すると発表した。そのような結果が起こらないよう、フンシンペックの指導者ノロドム・ラナリットは、CPPとの連立政権を樹立することで合意した。間もなくして立憲君主制が復活し、クメール・ルージュは新生カンボジア政府により非合法化された。

## 背景

### カンボジア・ベトナム関係史
ベトナムは、13世紀のアンコール文明とおよそ同時期にカンボジアに対して影響を及ぼし始めた。その影響は間接的に徐々に拡大し、19世紀前半のベトナムの直接支配に至るまで続いた。1813年、ナク・オン・チャンがベトナムの助けを得てカンボジアの王位に就き、その支配下でカンボジアは保護国となった。1834年にナク・オン・チャンが死ぬと、ベトナムはカンボジアを植民地にし、カンボジアはベトナム当局の下で支配され、ベトナムの省のひとつとなった。1830年代を通じ、ベトナムは、中国よりもインドの社会や衣服、宗教に由来しているクメール文化を消し去ろうとした。その後、カンボジアは南部の円錐部の多くを（サイゴンやメコンデルタ、タイニンにあたる地域）強制的に割譲される状況下でフランスの植民地になったが、この時期においてもベトナムが支配する状況は続いた。後にこの地域を回復する試みは、ベトナム侵攻に先立つクメール・ルージュ政権により行われた国境侵入で正当化された。

### 共産主義の興隆
カンボジアとベトナムの共産主義運動は、第二次世界大戦に先立ち、主としてベトナム人に支配され元々はインドシナ半島におけるフランスの植民地支配と戦うことを掲げたインドシナ共産党 (ICP) の創設とともに始まった。1941年、（一般に別名のホー・チ・ミンで知られる）グエン・アイ・クオックはベトナム独立同盟会（ベトミン）を創設した。
第二次世界大戦の終わりに日本が敗れ、この時、フランスに対する第一次インドシナ独立戦争が開始された。この時期のベトナム軍は、武器や糧食、部隊の輸送に大いにカンボジアを使った。この関係はベトナム戦争を通じて続き、その間、ベトナム共産党は南ベトナムを攻撃する輸送路や足掛かりとしてカンボジアを利用した。1951年、ベトナムは分離したカンボジア共産党（カンボジア人民党 (KPRP)）の創設を指導し、独立を追及するためにカンボジアの民族主義的分離主義運動クメール・セレイ（自由クメール）と共闘した。フランスの支配を終わらせる交渉であった1954年のジュネーブ協約に合わせて、新生共産主義国家北ベトナムは、カンボジアからベトミンの兵士と幹部を全て引き上げた。しかしKPRPがその指導の下で主としてベトナム人やカンボジア人により組織されたために、約5,000人の共産党幹部が行動を共にした。
ベトナムが去ったカンボジアでは左翼の空白状態が生じた。間もなくその多くは、フランスで共産主義教育を受けた若い革命家集団が帰国して埋め合わされた。1960年、KPRPはカンプチア共産党 (KCP) と改称し、この名称はKCPを記念する「真の」時代として後にサロット・サル（ポル・ポト）やイエン・サリ、キュー・サムファンの周辺に形成された多数派連合により採用された。この派閥はクメール・ルージュの起源となり、毛沢東理論に最も影響された共産党支部の母体となった。

### 民主カンプチアとクメール・ルージュ
クメール・ルージュ政権は謎に包まれた用語アンカル（「組織」）を採用し、1977年まで指導部の陣容は明らかでなかった。公式の国家元首は、キュー・サムファンだったが、党を支配する二人は、ポル・ポトとイエン・サリであった。クメール・ルージュの究極の目標は、カンボジア国家の構造を消し去ることにあり、資本家を封建主義者とみなし、土地所有者と帝国主義者の双方の議題について議論した。その過程で、もっぱら労農階級を基礎とした無階級社会を作ることを望んだ。クメール・ルージュの急進的な思想と目的は、大衆と相容れない考え方であった。事実、共産主義革命は全くと言ってよいほどに大衆への訴求力がなかった。この革命は、超国家主義的な主張や、抑圧的で残忍な支配を用いるポル・ポトらの幹部を生み出し、彼らのプロパガンダは、カンボジアへの希薄な支配を維持するベトナムを悪者扱いすることを目論んでいた。
1970年-1975年の5年に及ぶクメール・ルージュの反乱では、彼らと中国との緊張関係が生じ、クメール・ルージュに対する北ベトナムの支援は、最終的な勝利に向けて不可欠なものであった。しかしベトナム戦争終結前でさえ、クメール・ルージュと（アメリカの支援するロン・ノルが国家元首となっている政権から、権力を奪い取る過程において）ベトナムの関係は、緊迫したものであった。ベトナム共産党とクメール・ルージュ軍の衝突は1974年には既に始まっていて、翌年ポル・ポトはクメール・ルージュと中国の「友好関係」を成文化した条約に署名した。

## 外交と軍事行動

### 1975年-76年：戦闘から友好関係構築へ
1975年4月にベトナム戦争が終結すると、直ぐにベトナムとカンボジアの間で新たな紛争が起こった。以前の北ベトナムとクメール・ルージュはお互い共存共栄の関係で戦っていた。しかし、クメール・ルージュは、ベトナム共産党はベトナムを指導者としてインドシナ連邦を作る夢を決して諦めないと考えており、大きな疑いの目で北ベトナムを見続けていた。このため、民主カンプチアは1975年にプノンペンを陥落させると直ぐ、カンボジア領土からのあらゆるベトナム軍の排除を決定した。両国間の最初の大規模な戦闘は1975年5月1日に生起し、カンボジア軍はカンボジア領の一部と主張するベトナムのフーコック島に侵攻した。

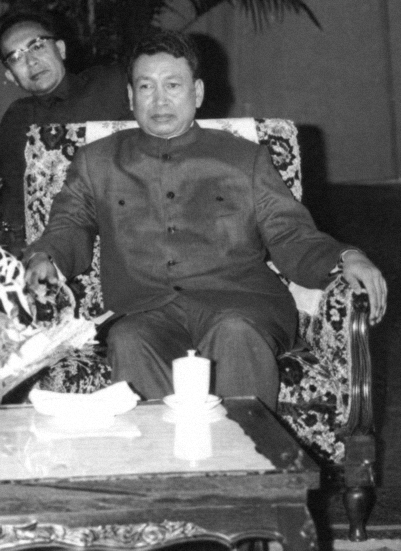
ポル・ポトはクメール・ルージュの指導者であった。クメール・ルージュが1975年4月17日に勝利すると、民主カンプチアの首相になり、ベトナムとの戦争でカンボジアを主導した。

9日後の5月10日、カンボジア軍はトーチュー島(en)を陥落させて侵攻を続け、そこでベトナム市民500人を処刑した。ベトナム軍は直ちに反撃を開始し、フーコック島とトーチューからカンボジア軍を排除、さらにカンボジアのポウロワイ島(en)に侵攻してカンボジアの行動に応じた。ポル・ポトはハノイを訪れた同年6月、ベトナムとカンボジアが友好条約に署名し国境問題に関する討議を開始することを提案した。しかし、この討議は決して実現することはなく、カンボジアはベトナムが2つの提案を拒否したと主張した。8月、ベトナムはポウロワイ島をカンボジアに返還し、正式にカンボジアに島の領有権があることを認めた。
この事件を受け、両国は一連の祝賀メッセージと相互訪問で外交関係を修復しようとした。1976年4月17日、ベトナム指導部は、キュー・サムファンやヌオン・チア、そしてポル・ポトがそれぞれ国家主席、人民代議員議長、カンボジア首相に「選出された」ことを祝福するメッセージを送った。更にベトナムは1976年2月にシェムリアップを「アメリカが爆撃した」と主張して非難し、先立って弾劾していたカンボジア政府の見解を擁護した。これらに対し、1976年6月にカンボジア指導部は、1975年4月のサイゴン陥落でアメリカが支援する政権が崩壊してからのち、南ベトナムを統治していた南ベトナム共和国に、建国7周年を祝うメッセージを送った。
1976年7月、ベトナム戦争終戦後の再統一国家としてベトナム社会主義共和国が建国されると、プノンペンラジオは「民主カンプチア人民と、ベトナム社会主義共和国人民の戦闘的連帯と友好は、絶えず活気に満ちて不屈なものへと発展している」と宣言するコメントを放送した。しかし同月、ポル・ポト首相は公の席で両国の関係に「障害と困難」があるとベトナムのメディア代表団に語り、ベトナムとカンボジアの緊張を増すことになった。にもかかわらず1976年9月21日、ハノイやホーチミン市とプノンペンを結ぶ最初の航空路が開設された。1976年12月、カンボジア革命組織はベトナム共産党に第4回党大会開催に関する挨拶状を送った。

### 1977年：戦争に発展
1976年年末にかけてベトナムとカンボジアは、公式には相互の関係を改善しようとしているように見えたが、両国の指導部においては、互いへの不信の方が勝り始めていた。ベトナムからすれば、自らこそが東南アジアの「真の」マルクス・レーニン主義革命の支援者であり、カンボジアとラオスに対して支配を及ぼすことは不可欠であった。確かに、それこそが北ベトナムがロン・ノル政権と戦うクメール・ルージュを支援した理由であった。ベトナムは、カンボジアの共産主義者がパテート・ラーオ同様、勝利の暁には親ベトナム路線を採用するとの希望の下で支援を行っていた。しかしクメール・ルージュ支配区域で活動する北ベトナム軍部隊は、自らの同盟軍からの武装攻撃にさらされ、早くも1973年にはその希望は粉砕された。カンボジア共産党内の親ベトナム分子が排除され、カンボジア内におけるベトナムの立場は戦後さらに弱体化した。
従って1976年9月に親中派のポル・ポトと義兄弟のイエン・サリが首相と外相を辞任すると、ベトナムのファム・ヴァン・ドン首相とレ・ズアン共産党書記長は、ベトナムがカンボジアに対してさらに影響を与えられるものと楽観視した。1976年11月16日のソ連の駐ベトナム大使との私的懇談において、レ・ズアンはイエン・サリとポル・ポトのふたりを中国寄りの「悪い奴等」と退けた。その際、レ・ズアンはヌオン・チアがポル・ポトの代わりに民主カンプチアの首相になり、彼がベトナム好みの人物であるため、ベトナムは彼を通じて影響を与えられると確認した。しかし、その後の数か月に起きた事件で、レ・ズアンはヌオン・チアに対する評価の誤りを修正することになる。
一方プノンペンのカンボジア指導部は、同国に対するベトナムの歴史的優越の結果から、ベトナム指導部に対する逆巻く嫌悪感と恐怖感を増大させていた。カンボジアからすれば、インドシナで優勢なベトナムの戦略とは、ベトナムで訓練された党員がカンボジア共産党とラオス共産党の一部になることであった。そのため、北ベトナムで訓練された最初のクメール・ルージュ党員がカンボジアに帰国した際には、直ぐに党から粛清された。ロン・ノル政権が敗れてからは、ポル・ポトはソ連やベトナムの手先と考える人々を、党やカンボジア政府から粛清し続けた。このとき、戦争で「アメリカ帝国主義」を独力で破ったと主張するクメール・ルージュ指導部に浸透していた勝利至上主義の状況で、カンボジアはベトナムに対する戦争に乗り出し始めた。
カンボジア軍がベトナムに対する戦争を準備していたとき、ベトナムの国営メディアは1977年4月17日、民主カンプチア建国2周年記念の祝賀メッセージを送っていた。4月30日、サイゴン陥落2周年記念のこの日、カンボジアはベトナムのアンザン省北部への軍事攻撃という形で応え、ベトナム人市民数百人が殺害された。ベトナム軍はカンボジアの攻撃地点へ部隊を移動させつつ、6月7日、ベトナムは未解決の問題を討議するためのハイレベル協議を提案した。6月18日、カンボジア政府はベトナムが紛争地域から全部隊を撤収し、敵対勢力間に非武装地帯を創設すべきとの要求でこれに答えた。
互いに相手の提案を拒否し合い、カンボジア軍は国境を越えてベトナムの村落を攻撃する兵士を送り続けた。1977年9月、カンボジア砲兵隊は国境沿いのベトナムの村数村を攻撃し、ドンタップ省の6村が、カンボジア歩兵隊に占領された。間もなくしてカンボジア軍の6個師団が、タイニン省に10 kilometers (6.2 mi)ほど侵入し、そこで1,000人以上のベトナム人市民を殺害した。カンボジアの大規模な侵攻に怒り、ベトナム人民軍は約6万人からなる8個師団を召集してカンボジアに対する報復攻撃を開始した。12月16日、ベトナム人民空軍の小部隊の支援を受けたベトナムの師団は、カンボジア政府を交渉の場に引き出す目的で国境を超えた。
いざ戦闘が始まると、カンボジアの戦闘部隊がベトナム軍に押し戻されてすぐに占領地を失った。1977年12月末までにベトナムはカンボジアに対する明白な勝利を収めた。この過程では、ベトナム軍がスヴァイリエン州を進撃し、首都には短期間留まった。ベトナムの報復が強烈であったとはいえ、カンボジア政府は反攻を続けた。1977年12月31日、キュー・サムファンは「民主カンプチアの聖なる領域」からベトナム軍が撤退するまでカンボジア政府は「一時的に」ベトナムと断交すると述べた。1978年1月6日、ベトナムの師団は、プノンペンからわずか38 kilometers (24 mi)の地点にいたが、ベトナム政府は自らの政治目的達成に失敗したため、カンボジアからの撤退を決めた。撤退に際してベトナム軍は、後の指導者フン・センを含む数多の囚人や難民も避難させた。

### 1978年：政権交代の準備
ベトナムの武力行使が沈静化した代わりに、カンボジア政府は、ベトナム軍の撤退は1975年4月17日の「アメリカ帝国主義の敗北」と並ぶ民主カンプチアの大勝利であると自画自賛した。カンボジアは更に併合主義者に対する1月6日の勝利でベトナムから侵攻した敵は、カンボジア共産党とカンプチア革命軍、わが党の人民戦線において、人民と国家の軍に対する大きな信頼を国民全てに与えたと宣言することになった。このような背景からカンボジアの指導部は、1人のカンボジア兵士は30人のベトナム兵士に相当し、そのためカンボジアが800万人の内から200万の兵士を召集したら、5000万人いるベトナム人を壊滅させて尚600万人が残ると訴えた。実際のところカンボジア指導部はカンボジア人とベトナム人の状態を単純に無視しており、カンボジア人が長年の重労働や飢餓、疾病で心身ともに疲弊しているのに対し、貧しいとはいえベトナム人の健康状態は良かった。

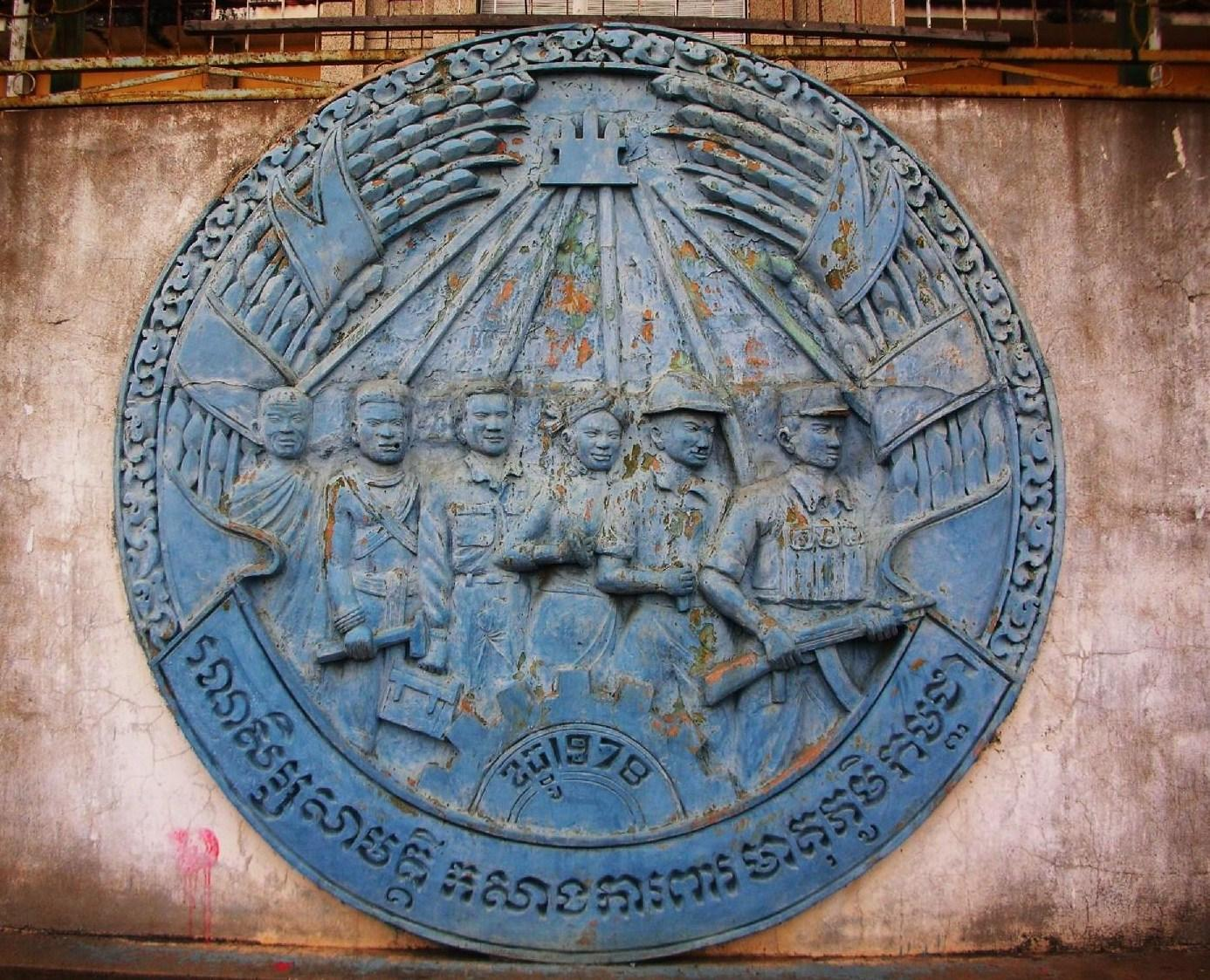
プノンペンのカンプチア救国民族統一戦線の本部だった場所の紋章

人口の不均衡に加えて、両国の戦闘能力にも大きな違いがあった。1977年、ベトナムは61万5000名の兵士と戦車900両を保有し、これらは人員12,000名、機材として1個軽爆撃大隊を含む戦闘機300機を擁する空軍に支援されると見られていた。対してカンボジアは7万名の軍で、重戦車はほとんどなく、装甲車は200輛、空軍の能力は限定的だった。このような大きな懸絶があったにもかかわらず、カンボジアはベトナムの国境地域の攻撃を続けて侵攻をためらう気配は見られなかった。1978年1月、カンボジア軍は依然としてベトナム領の一部を占領し、ハティエンのベトナム軍基地を占領し始めた。1978年1月27日、ベトナムは国境地域においてクメール・ルージュ政権を転覆させるようカンボジア軍に呼び掛け始めた。
1978年1月9日から2月20日にかけての軍事衝突を背景に、ベトナムの外務副大臣ファン・ヒエンは、カンボジアの代表団と対話を行うべく数回北京に向かったが、結局対話は成立しないことが明らかとなった。1978年1月18日、中国は副首相鄧穎超がプノンペンを訪れた際にカンボジアとベトナムの更なる交渉を仲介しようとしたが、そこではカンボジア指導部の強力な抵抗にあった。その一方、ベトナム当局者は、ベトナムの後援を受けての軍事動乱を企む、カンボジア東部戦線のクメール・ルージュ指導者ソ・ピムとの密会を画策し始めた。同時期、東部戦線のカンボジア軍によりクメール・ルージュは後退を経験し、ポル・ポトをしてこの地域に「裏切り者の巣窟」というレッテル貼りをさせることになった。
東部戦線はベトナムに汚されたと判断が下された。これを粛清する目的で、ポル・ポトは南西地域の部隊を東部カンボジアに動かし、「地下の裏切り者」を殲滅するよう命じた。このカンボジア政府の攻撃に持ちこたえられずに、副司令官ヘン・サムリンが逃亡する一方で、ソ・ピムは自殺した。1978年4月12日、カンボジア政府は、ベトナムが拡張主義の野心を捨て去りカンボジアの尊厳を認めるのなら、カンボジアとベトナムは再び交渉の席に着けると表明した。しかしこの表明では、ベトナムに対し、前提条件として7か月間の停戦を試みるにあたり、義務が数点付け加えられていた。ベトナム政府は即座にこの提案を拒否し、それに対してカンボジアの2個師団がベトナム領土に入り込み、アンザン省バチュク村の2地区のほとんどの住民、3,157名を虐殺した（バチュク村の虐殺）。

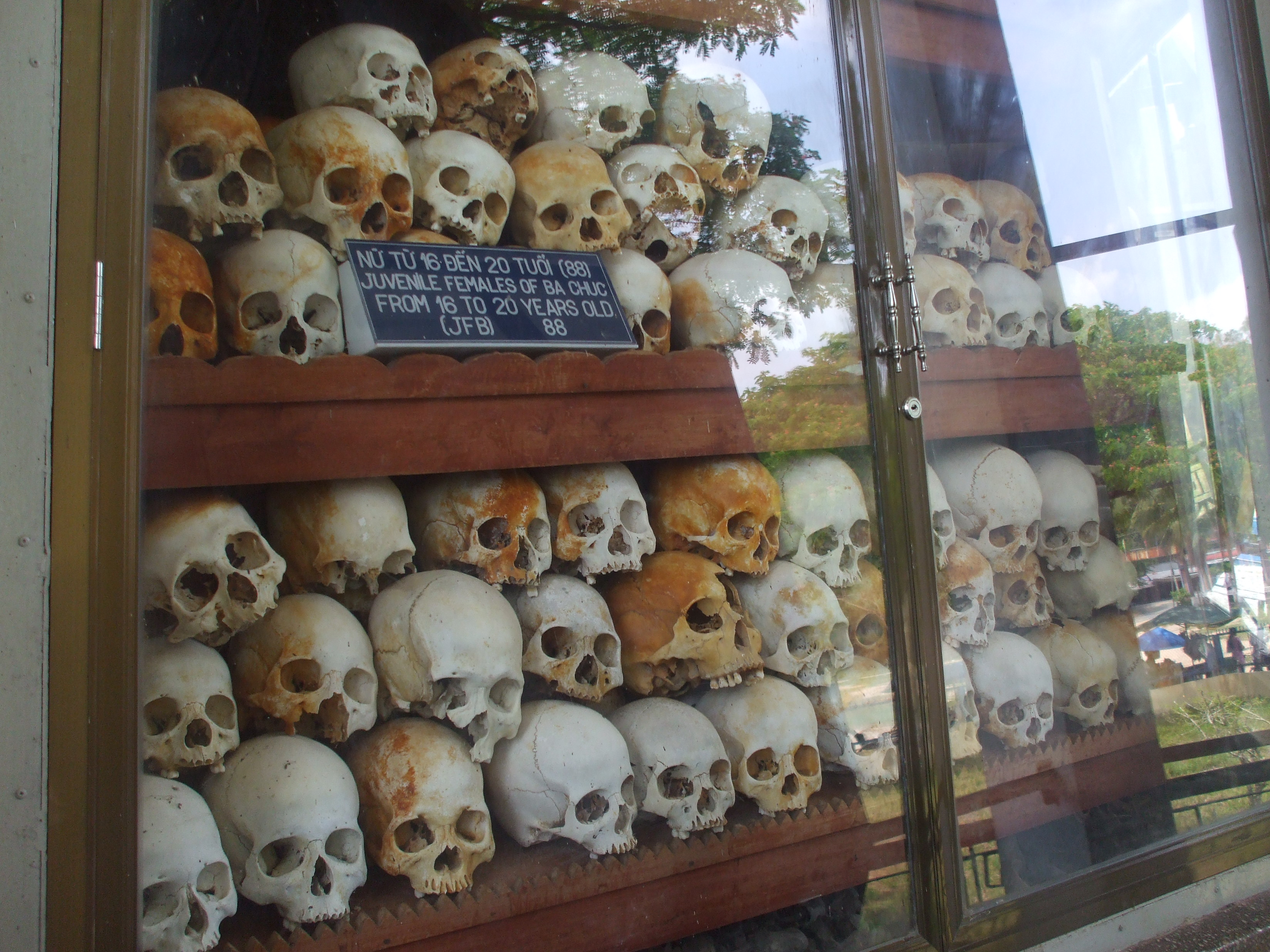
バチュク村の虐殺の犠牲者の頭骨

1978年6月、ベトナム空軍は一日あたり爆撃機30機を飛行させ、多数のカンボジア人死傷者を生んだカンボジア国境付近への空爆を開始した。この時までに東部戦線で生き残ったほとんどの指導者はベトナムに逃げ込んでいた。彼らはポル・ポトのクメール・ルージュ政権と戦うべく、ベトナムの後援を受けた「解放軍」を結成する目的で、さまざまな秘密キャンプに集まった。その間、ベトナム共産党政治局は、カンボジア戦略について話し合う会合をハノイで開いていた。ここで彼らは、クメール・ルージュは中国の傀儡であり、中国はアメリカ合衆国を排除した後の政権の空白を埋めようとしてきたと断定した。このような経緯から中国はベトナムの主要な敵とされ、毛沢東主義的「人民戦争」理論へのベトナムの適応がクメール・ルージュの治安機構に対して成功していないことから、プノンペンの傀儡政権は伝統的な軍事組織により排除されなければならなかった。
国家指導部の判断を反映し、ベトナムの国営メディアはクメール・ルージュに対する宣伝戦争を加速した。またベトナム共産党機関紙ニャンザンは、クメール・ルージュ政権によるカンボジア国内の脅威からカンボジア人民を守るための国際的な介入を頻繁に希求していた。これらのメディアは共に活動を行った。さらに、前年まで行ったような祝賀メッセージを送る代わりに、ベトナムメディアはその様相を一変させ、カンボジア軍がベトナムで軍事行動を続けているとして「ポル・ポト＝イエン・サリ一派」とカンボジア政府を呼び始めた。6月の終わりまでに、ベトナム軍は、カンボジアに対してもう一度限定的な攻撃を始めるための複数の師団を編成した。再びベトナムはスオン市とプレイヴェン市までカンボジア軍を押し返し、その後に撤退した。しかし以前のようにカンボジア軍は国境に向けて砲兵隊を移動させ、まるで無人の荒野を作り出そうとするようにベトナムの村々を砲撃し続けた。
1978年後半、ベトナム指導部はソビエト連邦の政治的支援を要請したが、これにはクメール・ルージュ政権に対する軍事行動に向けたエネルギーの多くが充てられた。ハノイに居たソ連臨時代理大使は、1978年7月25日付ベトナム外務省当局者の説明として、カンボジア政府はベトナム国境沿いに通常の17個師団のうち14個師団と16個連隊を動員したと発表した。1978年9月上旬、レ・ズアンはソ連大使にベトナムは「1979年初頭までにこのカンボジア問題を解決する」ことを目指していると伝えた。ベトナムが対カンボジア軍事行動に向けた政治的な基礎を置こうとする一方で、ソ連はカムラン湾の軍事部品や弾薬を引き上げていたと伝えられた。ベトナムのラジオは、カンボジア軍部に対し、「ポル・ポト＝イエン・サリ一派」を転覆するか、ベトナムに対する防衛に当たるかを迫り、クメール・ルージュ政権に対する大規模な反乱を求めたと伝えた。
同年10月、フィリピンを訪問したカンボジアのイエン・サリは、現地の記者会見でベトナムとの国境紛争に触れ、ソビエト連邦がベトナムに兵器や軍事顧問を供給しているとして非難。カンボジア領内で2人のソ連人の遺体を発見していることをアピールした。
1978年11月3日は越ソ・中越の外交の三角関係と、ベトナムのカンボジア侵攻における主要な転回点であった。この日、中国がベトナムに対して干渉してきた際に極めて重要となる、ソ連の軍事援助を保証する友好協力条約が、ベトナムとソ連の間で調印された。レ・ドゥック・アイン将軍は国境地域沿いのベトナム軍部を完全に掌握しており、条約調印後の1978年11月、予定のカンボジア侵攻に向けて彼と共に司令部と管理本部が創設された。以前の損失を取り戻し、国境沿いの部隊を増強するため、ベトナム政府は35万人を召集した。新兵が訓練を終える間に10個師団が国境沿いのロンアン省、ドンタップ省、タイニン省に配備された。ベトナムはカンボジア・ラオス国境に向け、ラオス南方に拠点を置く3個師団も移動させた。1978年12月13日、中国政府は、ベトナムに対する中国の忍耐は我慢の限界に達しており、ベトナムが「制御できないやり方」で振舞うなら、罰せられるであろうと警告した。
にもかかわらず、ベトナムがカンボジアの「解放区」にカンプチア救国民族統一戦線 (KUFNS) 創設を発表すると、ベトナムの最終戦略の一端が明らかになった。ハノイでは、KUFNSの党員はあらゆる階級から構成され、独立したカンボジアの共産主義運動であると主張した。クメール・ルージュの一員でカンボジア第4師団司令官であったヘン・サムリンが、KUFNSの議長であった。以前はKUFNSはカンプチア暫定革命政府 (PRGK) として知られ、ベトナムに逃れたクメール・ルージュの基幹党員だった300人から成っていた。PRGKは1968年のソ連のチェコスロバキア侵攻と同様、在来型の軍事行動を採用し、ベトナムが「人民戦争」というアイディアを禁止する前に支援を求めて頻繁に外国へ代表団を送った。
ベトナムの軍備増強に勝らず、カンボジア政府は中国の支援による軍備増強に忙しかった。以前の中国は、限定的な武器弾薬の供与で民主カンプチアの国軍であるカンプチア革命軍を創設しただけであったが、1978年にベトナムとの関係が悪化すると、北京はカンボジアを通る追加の支援路を設け、それぞれの支援路を通る大量の軍用装備を増加させた。ベトナムが侵攻を行う前夜には、カンボジアにはベトナムに接する東部戦線に約73,000名の兵士がいた。この時のカンボジア軍の分遣隊は全て明らかに大量の中国製の武器で強化され、戦闘機や警備艇、重砲兵隊、対空砲、トラック、戦車が存在した。加えてクメール・ルージュ政府を支援する、軍民双方からの1万から2万名の中国人顧問がいた。

## カンボジア侵攻
1978年12月初め、2個師団から成るカンボジア人部隊は、ベトナムの攻撃に合わせて試験投入され、国境を越えてクラティエの町に向かった。一方で、他の補助師団はカンボジア軍部隊の補給路を断つために、地方の街道に沿って展開された。中国からの惜しみない支援を受けていたにもかかわらず、カンボジア軍はベトナムの攻撃に耐えられず、多大な犠牲を被ることになった。1978年12月25日、ついにベトナムは、推定15万の兵により構成された13個師団を投入しての大規模な侵攻を開始した。これらの兵員は、重火器および航空戦力により十分に支援されていた。初めのうちカンボジアは、ベトナムの軍勢に対して通常の戦闘方法で直接に挑んだが、しかしこの戦術の結果、2週間でカンボジア軍の半数を失うことになった。戦場における多大な敗北により、カンボジア指導部は国の西部に向けて撤退せざるを得なかった。1979年1月7日、ベトナム軍はKUFNSメンバーとともにプノンペン入りした。その翌日、ヘン・サムリンを国家元首とし、ペン・ソバンをカンプチア人民革命党書記長とする親越カンボジア国家、「カンプチア人民共和国」 (PRK) が樹立された。
ベトナムの侵攻により粉砕された政府と軍部の人員、その多くと共にクメール・ルージュ指導部はタイに逃れることを余儀なくされ、タイ政府からは暖かく迎え入れられた。クメール・ルージュによりもたらされた、圧倒的な経済問題や付随する難民にもかかわらず、タイ政府はトラット県のカオラルンキャンプでクメール・ルージュを保護した。その間にプノンペンでは、新生カンボジア政府が、政治変動と繰り返された戦争の時代に大きく破壊された経済と社会を再生しようとしていた。しかし国家を再建しようとする新生カンボジア政府の努力は、教育を受けた有能な人材の深刻な欠乏という問題に直面した。これは過去4年間に教育を受けた人々のほとんどが亡命したり、クメール・ルージュ政府に殺されたためである。年末までに新政府の国家建設の試みは、さらに西部地区の数個の反ベトナム抵抗運動に阻まれた。

### 国際社会の反応
1978年7月18日、プノンペンを訪問した北朝鮮の金亨律外務次官は「カンボジア革命軍の側に立つ」と言明。友好国であるベトナムを名指しすることは避けたものの、中国と足並みをそろえてカンボジアを支持する姿勢を見せた。
1979年1月、ベトナム軍とその協力者の手によってプノンペンが陥落して間もなく、民主カンプチアの代表団は、国際連合安全保障理事会に緊急会合を要請し、この必要からノロドム・シハヌーク王子は退位した政府を代表することができた。ソ連とチェコスロバキアの強力な反対があったにもかかわらず、国連安保理はシハヌークにこの機会を与えた。シハヌークはクメール・ルージュの人権侵害に距離を置いていたが、ベトナムがカンボジアの尊厳を侵害する攻撃を行ったと糾弾した。彼はこのような形で、全国連加盟国がベトナムへの援助を中止し、ベトナムが樹立した政府を認めないよう要求した。後に国連安保理の非同盟諸国7か国は、停戦とカンボジアからの全外国勢力の撤退を求める決議案を提出し、中国やフランス、ノルウェー、ポルトガル、アメリカ合衆国、イギリスから支持された。しかしこの決議案はソ連とチェコスロバキアの強い反対にあって承認されなかった。シハヌークは再び中国に亡命した。
1979年2月16日から19日にかけ、ベトナムと新生カンボジア政府は、二国間で平和・友好・協力条約に調印し、締結する頂上会談を行った。条約の第2条でベトナムとカンボジアの安全は相互に関係があると位置付け、従って両国は互いに「帝国主義者と国際的な反動勢力による陰謀と破壊活動に対して」防衛につき協力し、それによってベトナム軍がカンボジア領内に展開することを正当化した。間もなくしてソ連や東欧の社会主義諸国、インドが即座にベトナム主導のカンプチア人民共和国を承認した。ソ連政府はPRKの「注目すべき勝利」を称賛し、政府の社会主義建設に対して全面的な支援を表明した。さらにソ連はクメール・ルージュ政権のテロの記録を激しく非難し、中国により負わされたものであることを暗に示唆した。
第34回国際連合総会で、カンプチア人民共和国と民主カンプチアの双方が代表権を主張した。前者はカンボジアとカンボジア人民の唯一の正統な代表でもあると、国連安保理の参加国に伝えた。対して国連資格委員会は、政権時代の恐怖政治にもかかわらず、6対3で民主カンプチアを承認することに決した。従って民主カンプチア代表団は中国の強い支援を受けて総会に代表を送ることができた。1980年1月、29か国がカンボジア人民共和国と外交関係を樹立したが、依然として80か国近くが民主カンプチアを正当な政権として承認していた。同時にアメリカや日本など西側諸国と東南アジア諸国連合 (ASEAN) 加盟国は、ベトナムが武力でクメール・ルージュ政権を排除することを激しく非難した。
タイはカンボジアと800kmにわたり国境を接し、歴史的にベトナムの拡張主義を恐れていた。そのような経緯から、タイはベトナムが直ちにカンボジアから撤退し、その上でカンボジア人民が外国の干渉を受けずに政権を選べるように要求した。インドネシアやマレーシア、フィリピン、シンガポールは、タイの立場を支持した。更にASEANはソ連の強い支援を受けたベトナムのカンボジア侵攻と、その後の占領を、この地域の安全と安定に対する我慢の限界を超えた脅威とみなした。この見解は中国も共有し、ソ連の覇権主義として、ベトナムがインドシナ連合にカンボジアを侵攻させると非難するところまで意見を進ませた。アメリカ合衆国は、クメール・ルージュの民主カンプチアといかなる外交関係も維持することは絶無であったが、国連総会でかつての敵の加盟に強い支持を与え、ベトナム軍がカンボジアから即座に撤退することを求めるASEANに同調した。

### 中国のベトナム侵攻
1979年2月、中国は中越国境に展開する部隊を投入し、ベトナムのカンボジア侵攻に対して報復をおこない、10日間で複数の県庁所在地に達した。戦闘は、中国側部隊が迷路のようなトンネルに遭遇して行き詰まり、それでも中国軍は3月2日にカオバンを、3月4日にランソンを占領した。兵站状況は良くなかったが、高速でハノイに向けて進軍していたという。しかし翌日、北京の政府は、実際は激しい会戦の後、アメリカ軍がベトナム戦争で残した技術を基に、意外なことに良く訓練され経験を積んだベトナム軍の激しい抵抗にあい、ベトナムに深く侵攻することはないだろうと発表した。侵攻により脅威を与えることに成功したと確信して、500 kilometers (310 mi)の進撃路にわたり破壊されたものを残して、中国は撤退した。ベトナムは失地を回復し、さらに中国の支援を失ったことでカンボジアは自らの失地回復に失敗した。樹立間もないカンボジアのPRK政権は、徴兵をおこない、中越国境沿いの大部分の部隊をベトナムに駐留させる必要が生じた。このカンボジア軍の牽制は、反乱と強い不平を生み出した。

### 新政権に対する国内の抵抗
クメール・ルージュが1979年1月に失脚すると、カンボジア人民は平和と自由が戻ってくると信じた。この信念は1981年に公布されたカンプチア人民共和国憲法で強固なものになり、憲法ではカンボジアは権力が人民に属し、独立した平和国家であると謳っていた。しかしカンボジア人民は、民主カンプチアの蛮行から解放されたことよりも、ベトナムが祖国を占領していると見る現状に絶望し始めた。カンボジア憲法に書かれた内容と現実には深いずれがあった。この現状認識は、ヘン・サムリン率いるカンボジア政府のあらゆる現場に、ベトナム人顧問が現れたことで強固なものになった。例えば1986年にはカンボジアの閣僚ごとに一人のベトナム人顧問が付き、3人いた副大臣の内一人に顧問が一人付いた。さらにカンボジアの閣僚が行う最終決定は、ベトナム人顧問の最終的な承認を受けなければならず、通常はこの人々が政策を決定した。

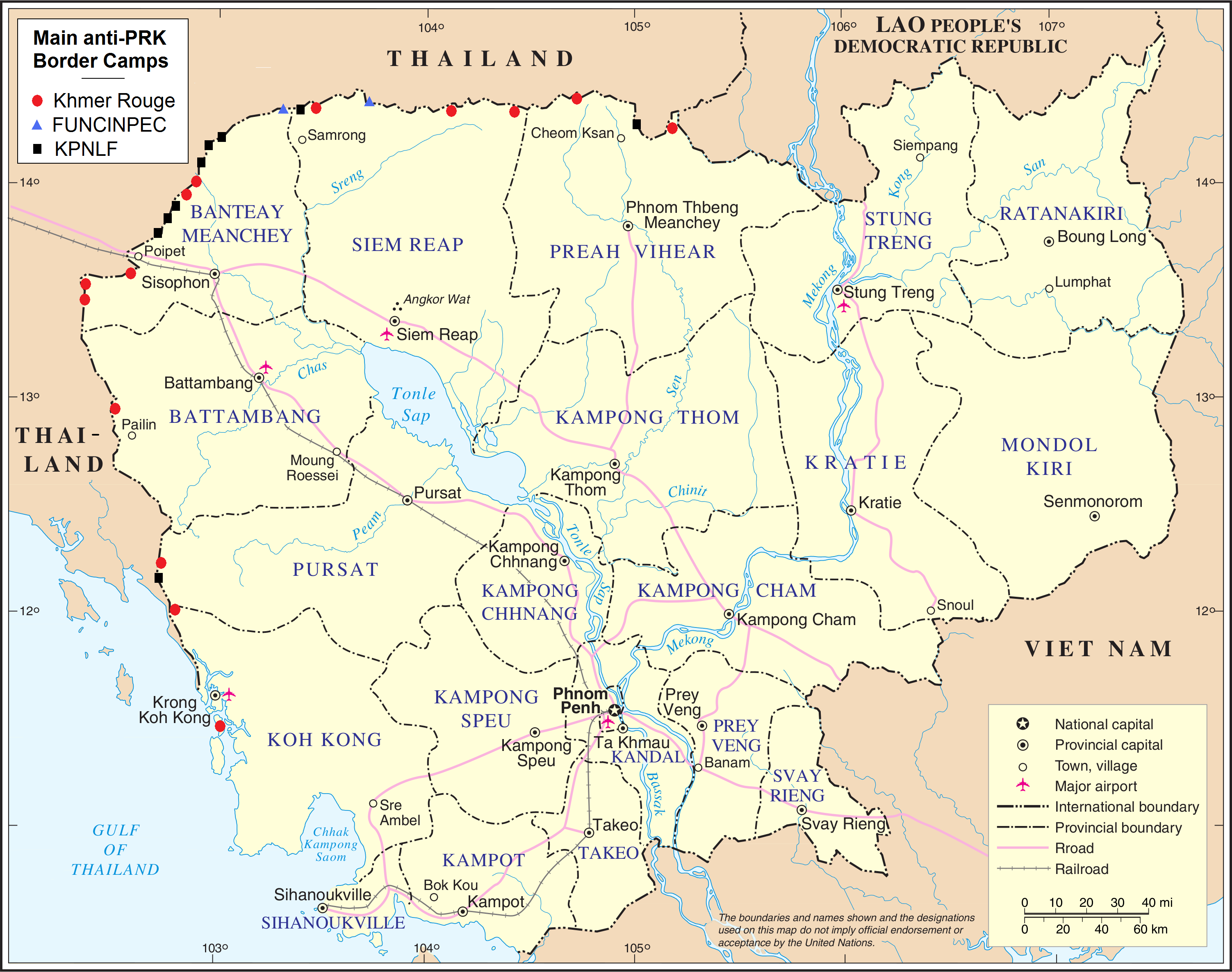
1979年-1984年のPRKに敵対する国境の収容所。黒で示したのは、KPNLFの収容所。

ベトナムのカンボジア占領と、ベトナムが組み込んだ政権に抵抗するため、クメール・ルージュはカンボジア人民に連帯とベトナムとの闘争を呼びかけた。しかしかつて経験したクメール・ルージュの蛮行の故に、多くのカンボジア人は、国民の自由の回復を目論む如何なる政治運動もクメール・ルージュとベトナムの双方に反対するものでなければならないと考えた。このような条件を受けて、2つの非共産主義運動がベトナムの占領と戦うために結成された。第一の組織は、右翼で西側寄りの組織で、1979年10月にソン・サン元首相により結成され、クメール人民民族解放戦線 (KPNLF) と呼ばれた。KPNLFはタイとカンボジアの国境に数か所難民キャンプを運営し、そこに数千の市民を収容していた。最盛期にはKPNLFの分遣隊は、12,000人から15,000人の戦闘員を擁すると見積もられたが、その3分の1は、1984年-1985年のベトナムの乾季攻勢における戦闘と脱走で失われた。それにもかかわらず、KPNLFは小集団のゲリラ戦により、ベトナムとその傀儡のカンプチア人民革命軍を苦しめつつ、作戦を続行した。
別の非共産主義組織はシハヌークにより結成されており、フランス語の頭字語フンシンペックで知られる、独立・平和・中立・協力をかかげるカンボジアのための民族連合戦線であった。この組織は、シハヌークが国連総会で味方として代表した後、クメール・ルージュとの関係を険しいものにしたとき結成された。フンシンペックの指導者として、シハヌークは国連総会において以下のことを求めた。政権時代の犯罪のため、クメール・ルージュの代表を除名すること、クメール・ルージュや、ベトナムがカンボジアに組み込んだPRKが、カンボジア人民を代表していないという根拠に基づき、カンボジアの議席を空席のままにすることである。彼はまた、ASEAN、特にタイが悪名高い共産主義組織への供給路を通って中国の武器供給を可能にし、クメール・ルージュを依然として承認しているとして批判もした。この強調や有効性、KPNLFやフンシンペックの人気にもかかわらず、この二つの抵抗組織はまとまりが薄いこと、また指導力、腐敗、人権侵害が行われているとされる点から内部分裂に苦しめられた。
ベトナム占領時代の初期には、カンボジアの抵抗組織には違いを超えて相互に限定的なつながりがあった。クメール・ルージュでさえ国際的に広がりを見せた支援を享受し、1980年までに国際社会の改革に向けた圧力にさらされた。ASEANは、1979年の国連総会でPRK政権との対決を通じてクメール・ルージュを後援し、また他の非共産主義運動との協調の為に血なまぐさい印象を隠すよう、クメール・ルージュ指導部に要請した。しかしクメール・ルージュと協調する考えのため、またフンシンペックとKPNLFは、蛮行で有名な共産主義組織との協調にうんざりしていることから、双方の指導部にある程度の当惑をもたらした。それにもかかわらず1981年初めには共同戦線構築に向けた討論を行うため、シハヌークとソン・サンは、追放された民主カンプチア主席キュー・サムファンとの会談に臨み始めた。
1981年8月の統一に向けた三者会談は、利害関係の対立から決裂したように見えた。シハヌークはクメール・ルージュが復活することを恐れており、ベトナム軍がカンボジアから撤退した際には、全抵抗組織は自らの武装解除を行うよう提案した。同時にソン・サンは、KPNLFが提案した連合組織において指導的な役割を果たし、カンボジアでの残虐行為により「最も損なわれた」クメール・ルージュ指導部は中国に亡命すべきだと要求した。この条件にキュー・サムファンは、対立する相手に対して、クメール・ルージュと民主カンプチアの自治が損なわれるべきではないことを思い起こさせた。1982年11月22日、ASEANの後援を受け、シンガポールは三者が対等な権限を持って連合政府を作ることを提案した。シンガポールの提案は、非共産主義運動にとって公平な合意だと考えるシハヌークからは歓迎された。
シハヌークとソン・サンが試みていることは、クメール・ルージュを孤立させようとするものだと見るキュー・サムファンは、この提案を拒否した。しかしシハヌークは妥協した。相手の提示する条件でクメール・ルージュと協同しない限り、フンシンペックに対する中国の支援がないことを知っていたからである。そのため、1982年2月、シハヌークは違いを乗り越えるために北京でキュー・サムファンと会合を設けた。「もう一つの譲歩」という言葉で、キュー・サムファンは、民主カンプチアに関連する組織に他の抵抗組織は加えず、連合政府を作ろうと提案した。しかし国際社会でカンボジアを代表する正当な国家として、全政党は民主カンプチアの法的立場を守らなければならないと強調した。1982年5月、シハヌークの要請でソン・サンはクメール・ルージュと連合政府を作ることを決意した。
1982年6月22日、三者の指導者は、タイが資金を提供する民主カンプチア連合政府（CGDK）を創設する協定に調印し、連合政府樹立を正式決定した。従ってCGDKの内閣は、シハヌークを民主カンプチア主席に、キュー・サムファンを外交担当の副主席に、ソン・サンを首相にして成立した。内閣の下に国防と経済・金融、社会問題、厚生、軍事、メディアを担当する小委員会が6つあった。1987年までに、人民や領土、政府、最高権威を含む独立国家としての4つの基準が国内に欠けていたものの、民主カンプチアは依然として国連総会に議席を保っていた。こうした制約があったにもかかわらず、CGDK三派の部隊は、「カンボジアに関する国際会合などの妥当な国連総会決議を実施する」目的を成し遂げようと、ベトナム軍と戦い続けた。

### ベトナムの改革と撤退

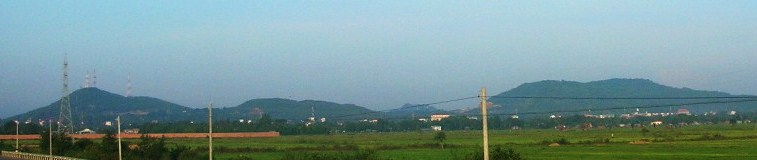
シソポン-アランヤプラテート郡間の道路の北のカンボジア・タイ国境沿いの山々。ここはK5計画の際にクメール・ルージュ戦闘員が隠れた地域の一つであった。

ベトナム指導部がクメール・ルージュ政権を排除しようとカンボジア侵攻を開始した1978年、ベトナム政権は国際社会の否定的な反応を予期していなかった。しかし侵攻後に起こった事件で、ベトナム指導部は自らの目的に対する国際的な共感につき、大いに見込み違いをしていたことが明らかになった。ベトナムを後援する代わりに、ほとんどの国連加盟国は、カンボジアへのベトナムの武力使用を公然と非難し、かつてカンボジアをこのような蛮行で支配した、崩壊したクメール・ルージュ組織を復活させる動きさえあった。従って当然、軍事的な問題としてのカンボジアは、国際社会でのベトナムに関する経済的問題や外交問題へと急速に発展した。ベトナムが隣国カンボジアを占領した10年を通じて、ベトナム政府とベトナムが組み込んだPRK政権は、国際社会から爪弾きにされた。
カンボジアに対する国際社会の政治的立場は、それまで長らく続いた紛争によって既に荒廃していたベトナム経済に深刻な影響を与えた。今までにもベトナムに対する制裁を行っていたアメリカ合衆国は、ベトナムやカンプチア人民共和国が世界銀行やアジア開発銀行、国際通貨基金のような主要な国際機関に加盟することを拒否し、他の国連加盟国にも国債を受けないよう説得した。1979年に日本はベトナムへの経済援助を全て延期することで圧力を強め、さらにベトナム指導部に対し、経済援助はカンボジアや中ソ対立、ボートピープル問題に対する政策を修正すれば再開されることになると警告した。スウェーデンは西側で最もベトナムに忠実な支援国とみなされていたが、事実上全ての国が援助を取り消すと共産主義国への関与を縮小することに決した。
外交圧力に加えて、1975年からベトナム政府が行った国内政策は、ベトナムの経済成長を刺激する点でほとんど効果がないことを証明していた。ソ連型の計画経済を構築することで、農業と軽工業部門の生産が停滞したとはいえ、ベトナムは重工業の発展を最重要視した。さらに総人口の変移で生産高が減少した為に、再統一後の南ベトナム経済の国有化政策は、混沌を招いたに過ぎなかった。こうした経済政策の失敗に加えて、126万人の兵力を有する世界第5位の軍事力をベトナムは維持していた。従って毎年120億ドルの軍事援助をソ連から得ていたとはいえ、ベトナム政府は軍事費とカンボジアでの作戦に予算の3分の1を費やさなければならず、よって更にベトナムの経済再建の効果を妨げることになった。
国際的な圧力を受けたベトナムは、様々な地域の抵抗集団との弱体化した紛争に忙殺される状態から逃れるために、早くも1982年にはカンボジアからの部隊の撤退を開始した。しかしベトナムが指揮する撤退過程は、国際社会の確認がなく、そのために外国の監視団は、ベトナム軍の動きを単なる部隊の入れ替えとしか扱わなかった。カンボジアから撤退するためにベトナムは1984年にK5計画として知られる5段階の戦略を明らかにし、この戦略はベトナムのカンボジア作戦を指揮したレ・ドゥック・アイン将軍により行われた。第一段階はベトナム軍が西カンボジアやタイとの国境沿いの武装集団の基地を捕捉することが求められた。第二段階にはタイとの国境の抵抗集団を撃破し、住民の安全を図ること、カンプチア人民革命軍を構築しつつ国境を封鎖することが含まれていた。外国の監視団は、1984年-1985年の乾季の攻撃でK5計画の第一段階を完了し、そこで数か所ある反ベトナム抵抗集団のベースキャンプは占領されるものと信じた。その後、ベトナムの主要な10個師団は、地元住民を保護しカンプチア人民革命軍を訓練するために主要な県に残り、国境での作戦に従事した。
1985年までに、ベトナムは国際的な孤立と経済的困窮から、ソ連から送られる援助にさらに頼るようになっていた。1979年2月の中国の侵攻の際に、ソ連は14億ドル相当の軍事援助をベトナムに与え、1981年から1985年には援助額が17億ドルを数えた。またその際、ベトナムが第三次5か年計画（1981年-1985年）を実行するにあたってソ連は援助を行い、その支出のためにベトナム政府に総額54億ドルを供給し、経済援助は毎年結局18億ドルに達した。ソ連は原料品に関してはベトナムの要求の90%を、また穀物輸入の70%を負担した。数値の上ではソ連は頼りになる友好国であったが、ソ連指導部の内心はカンボジアでの行き詰まりに対するハノイの処理に不満を抱いていた。ソビエト連邦自らもまた経済改革を経験中であり、ベトナムへの援助計画の負担に腹を立てていた。1986年、ソ連政府は友好国への援助を減額すると発表し、ベトナムにとりこの減額は、経済援助の20%を失い、軍事援助の3分の1を失うことを意味した。
国際社会に再度関わり、ソ連や東ヨーロッパの改革でもたらされた経済問題を処理するために、ベトナム指導部は一連の改革に乗り出すことを決めた。1986年12月の第6回党大会で、新たにベトナム共産党総書記に任命されたグエン・ヴァン・リンは、ベトナムの経済問題を改善するため、ベトナム語で「刷新」を表すドイモイとして知られる主要な改革を打ち出した。しかしベトナム指導部は、ベトナムの酷い経済状態は1978年のカンボジア侵攻に続く国際的な孤立の結果であり、ドイモイを成功させるには急激な防衛と外交政策が必要だと結論付けた。その後、1987年6月、ベトナム共産党政治局は国際的な義務からのベトナム兵の完全な撤退や、60万人の軍縮、軍事費の比率の確立を求める決議第2号により、新しい防衛戦略を採択した。
それから1988年5月13日に、ベトナム共産党政治局は外交政策に関する決議第13号を議決し、ベトナムの対外関係の変化と多角化を進めることとした。主な目標は、国連加盟国から課された通商禁止を終わらせ、東南アジアや国際社会と融和し、最終的には外国の投資と開発援助を呼び込むものであった。この改革の一環としてベトナムは、アメリカ合衆国を長年の敵、中国を差し迫った危険な敵とみなすことをやめた。加えてベトナム当局の宣伝は、ASEANを北大西洋条約機構型の組織とみなすレッテル貼りをしなくなった。新たな改革を実行するに当たり、ベトナムはソ連の支援を受け、7万以上の兵力を有するカンプチア人民革命軍 (KPRAF) に数年分の武器を譲渡し始めた。その際、ベトナム防衛省国際関係部はカンボジアに、手にした武器は現在の作戦を維持するのに用いて、兵力を疲弊させかねない主要な作戦に加わらないよう助言した。
1988年、ベトナムはカンボジア国内に約10万の兵力を維持していると見積もられたが、外交での解決の目途がつくと、本格的に兵力の撤退を開始した。1989年4月から7月に、ベトナム兵24,000名が帰国した。それから1989年9月21日から26日までに、ベトナムのカンボジアへの関与は正式に終わりをつげ、残っていた26,000名が撤退した。それまでに、10年間の占領で15,000名が死に、3万名が負傷していた。しかしベトナムがカンボジアに組み込んだPRK政権に反対する武装抵抗集団は、1989年9月以降、ベトナム軍は依然としてカンボジア領土で作戦を続けていると主張した。例えば撤退後の西カンボジアの攻撃に加わった非共産主義集団は、国道69号線沿いのタマルプオク近くでベトナム特殊部隊の精鋭との衝突があったと報告した。それから1991年3月、ベトナムの部隊が、クメール・ルージュの攻撃を破ってカンポット州に再入城したと報告された。このような主張にもかかわらず、1991年10月23日、ベトナム政府はパリ和平協定に調印し、カンボジア和平を復活させようとした。

## 余波

### パリ和平協定
1985年1月14日、フン・センはカンボジア人民共和国首相に任命され、民主カンプチア連合政府の各派との平和交渉を開始した。1987年12月2日から4日まで、フン・センはカンボジアの将来を話し合うためにフランスのフェール・アン・タルドノワでシハヌークと会談した。更に1988年1月20日-21日に会合が行われ、フン・センはシハヌークに、すぐにカンボジアに帰国することを条件としてカンボジア政府内の地位を提案した。しかしシハヌークは、受け入れの手筈はプノンペンで整っているとしてこの提案を受け入れなかった。失敗したとはいえ、フン・センのカンボジア政府は、共にロン・ノル政権の閣僚だったCheng HengとIn Tamを説得して、カンボジアに帰国させることができた。カンボジアでの平和再構築に向けた最初の重要な段階で、CGDK代表団とPRK代表団は、1988年7月25日の第1回ジャカルタ非公式会議で初めて顔を合わせた。この会合で、シハヌークは三段階の計画を提案し、まず停戦、次にベトナム軍の撤退を監督する国連平和維持活動、最後にカンボジア内の全武装集団の各派を単一の軍隊に統合するというものであった。
ベトナムのNguyen Co Thach外相は、関係する全政党に対し、カンボジアの問題を国内と国外の面に分けるよう主張した。従って、平和の再構築を開始するに当たり、ベトナム代表団は二段階計画を提案し、それはまずカンボジア各派による国内討論に始まり、次に関係国全てとの円卓会議を行うというものだった。ベトナムの提案は会合で支持を得たものの合意には至らなかった。1989年2月19日の第2回ジャカルタ会議で、オーストラリアのガレス・エヴァンス外相は、カンボジア和平計画を推進した。これは停戦や平和維持軍、選挙が行われるまで、カンボジアの主権を維持する連合政府の創設を成し遂げるというものだった。1989年4月29日から30日のベトナム撤退の前夜、平和合意を容易にするために、フン・センは新憲法を採択する国民議会の会議を召集し、曖昧な国家主権の状態を反映したカンボジア国に改名した。更に仏教が再び国教になり、市民は私有財産を持つ権利を保障された。
しかしその間にも、1989年にパリでは第1回カンボジアに関するパリ平和会議が開かれ、この場で武装集団各派の平和交渉は続いた。1990年2月26日、ベトナム軍の撤退に続き、第3回ジャカルタ非公式会議が行われ、最高国民評議会がカンボジア主権を守るために創設された。当初最高国民評議会は12議席を有することになっていて、3議席はCGDK各派に割り振られ、3議席は親ベトナムのカンボジア人民革命党に割り振られた。しかしフン・センは協定案に異議を唱え、代わりにCGDK各派に2議席ずつ6議席を与えカンボジア人民革命党は6議席を有するよう求めた。1991年、最高国民評議会が国連総会でカンボジアを代表し、政治が開始された。それから顕著な動きとして、フン・センは党が民主組織であることを表し、また革命闘争を放棄する取り組みとして、カンボジア人民革命党からカンボジア人民党に改称した。
1991年10月23日、最高国民評議会のカンボジア各派は、ベトナムやカンボジアに関する国際平和会議の15か国とともにパリ和平協定に調印した。カンボジア人民にとっては、カンボジア各派の指導者間には容易ならざる雰囲気が残っていたものの、20年に及ぶ戦争や13年間の内戦が終わりを告げたように見えた。この協定にクメール・ルージュを参加させるために、主要国は1975年から1979年までの時代にポル・ポト政権が取った行動を表す「集団殺戮」という言葉の使用を避けることに合意した。その結果、フン・センはパリ協定が完全なものからほど遠いと批判し、ポル・ポト政権により行われた残虐行為を、カンボジア人民に思い起こさせるのに失敗した、とした。ではあるが、このパリ協定により、国連安保理決議745号に合わせて国際連合カンボジア暫定統治機構 (UNTAC) が創設され、カンボジア政府が民主的に選出されるまで主要な政策や統治業務を監督するという、広範な権限がUNTACに与えられた。
1991年11月14日、シハヌークは選挙に参加するために亡命先の北京から帰国し、数日後には、プノンペンに選挙事務所を立ち上げるために到着したクメール・ルージュのソン・センが続いた。1991年11月27日、キュー・サムファンもバンコクからカンボジアに帰国し、当初は平穏な帰国になるはずであったが、キュー・サムファンの乗った飛行機がポチェントン国際空港に着陸したとたん、罵倒し傷付けようとする怒れる群衆に出会った。キュー・サムファンが市内に出ると、別の群衆が事務所に向かう道筋に並び、車に物を投げ付けた。事務所に到着すると彼はすぐ事務所に入り、直ちに中国政府に救援要請の電話を掛けた。間もなくして怒れる暴徒は、建物内に殺到し、キュー・サムファンを追い求め、天井のファンに吊し上げようとした。結局キュー・サムファンは顔を血塗れにして梯子から脱出でき、直ぐにポチェントン空港に向かい、そこからカンボジアを脱出した。従ってキュー・サムファンの出発と共にクメール・ルージュの選挙への参加は、疑わしいものになった。
1992年3月、カンボジアにおけるUNTACの任務は、22か国からの部隊や6,000名の職員、警察官3,500名、1,700名の文民、選出されたボランティアなど総員22,000名の国連平和維持要員の到着をもって始まった。この任務は明石康が率いた。1992年6月、クメール・ルージュは正式にカンプチア国民連合党を結党し、来たるべき選挙には参加登録しないと発表した。さらにクメール・ルージュは、パリ合意に基づく武装解除も拒否した。それからベトナム族が選挙に参加するのを妨げるために、クメール・ルージュは大量のベトナム人がカンボジアを脱出することになるベトナム市民の虐殺を開始した。彼らは1992年の年末に向け、国連平和維持軍が完全に布陣する前に戦略的な足掛かりを得る目的でKompong Thomに侵攻した。選挙前の期間に、数個の国連部隊が、クメール・ルージュが支配する領域に入ったために攻撃を受けた。
選挙期間中にクメール・ルージュが行った脅迫にもかかわらず、1993年5月28日、フンシンペックはカンボジア人民党の38.23%に対して45.47%を得て勝利した。明らかに敗北したが、フン・センは選挙結果を受け入れることを拒否し、そのために国防省はカンボジア人民党を支持したカンボジア東部諸州の分離を発表した。フンシンペックの指導者でシハヌークの息子であるノロドム・ラナリット王子は、国家を崩壊させないためにカンボジア人民党との連合政府形成に合意した。1992年9月21日、カンボジア立憲国会は新憲法を承認し、ラナリットが第一総理大臣になり、フン・センが第二総理大臣に任命された。1991年9月23日、ノロドム・シハヌークを国家元首とする立憲君主制が再構築された。1994年7月、カンボジア政府はパリ協定に反する行為を続けていることから、クメール・ルージュを非合法化した。最も重要なことは、カンボジア政府も民主カンプチアが犯した集団殺戮や残虐行為を明確に認めたことである。

### ベトナムの国際社会への復帰
カンボジアの軍事占領は、ベトナムの外交政策に重大な影響を与えた。1954年に独立してから、外交政策に関するベトナム共産党の観点は、共産主義と非共産主義の二つの陣営の世界秩序を維持する必要性を最重要要素としていた。確かにベトナムがソ連やラオス、カンボジア人民共和国と調印した友好条約は、この観点と矛盾しない。しかしベトナム共産党指導部のイデオロギーから来る行動原理は、クメール・ルージュ政権が崩壊した後の1979年のベトナムの非難に示されるように、限定的で非常に欠陥のあるものであることが証明された。その後、ベトナム政府は世界から孤立することになり、国家再建の努力は、資本主義の西側諸国からの援助を受けられないという障害に見舞われた。更にカンボジアにベトナム軍がいるということが、中国やアメリカ合衆国、ASEANとの外交関係の平常化を妨げる障害となった。
ソ連や東ヨーロッパの社会主義国が経験した衰退の中で、ベトナム政府はベトナムの疲弊した経済を活性化する巨大な努力の一環として、近隣の国との外交関係修復にのりだした。1979年の侵攻以来、中国はベトナムの北部国境に圧力をかけており、vi:Hà Tuyên省（現在のハザン省とトゥエンクアン省）は日常的に中国の砲兵隊により砲撃された。1985年9月、Hà Tuyênへの中国の砲撃には2,000発が撃ち込まれ、空前の量に達した。国境地域沿いの武力衝突の状態を緩和し、最終的に中国との関係を平常化する為に、ベトナム政府は1986年の第6回党大会で中国への敵対条項を全て削除し、ドイモイ政策も採択した。1990年8月、オーストラリアのガレス・エヴァンス外相が作成したカンボジア和平計画により、中越両国は和解に向けて動いた。
1990年9月上旬、ベトナムのドー・ムオイ首相やグエン・ヴァン・リン総書記、ファム・ファン・ドン前首相は成都に向かい、そこで中国の李鵬首相や中国共産党江沢民総書記と秘密会談を行った。1990年9月17日、ヴォー・グエン・ザップ将軍は中国を訪問、中国政府にかつての助力の礼を述べた。ベトナムの、中国との外交関係に関する改善が表面的な調印を迎えたものの、ベトナム指導部はプノンペンの傀儡政権を弱体化できる和平計画を是認するのに乗り気ではなかった。しかし1990年2月の第3回ジャカルタ非公式会合において、カンボジア4派が権力の共有について輪郭を明らかとし、また合意に達した。これによりベトナムと中国は急速に正式な外交関係再構築に動いた。1991年11月、新たに選出されたベトナムのヴォー・ヴァン・キエット首相は、北京に向かい、中国の李鵬と会い、正式な外交関係を築かずに10年後に両国間の外交関係を再構築する11か条の共同声明を発表した。
カンボジア紛争の終結で1979年からASEANが行ってきた通商禁止や援助禁止も終わりを告げた。1990年1月、タイのチャートチャーイ・チュンハワン首相や他のインドシナ半島の国々は、ASEAN加盟に向けた対ベトナム支援を公に表明した。1991年後半から1992年前半の時期に、ベトナムはASEANの数か国との関係を修復した。その結果、1991年から1994年にかけて、ASEANの投資が、ベトナムでの外国からの直接投資の15%を占めるまでになった。明白な経済利益は別にして、ASEANは、冷戦後の時代におけるベトナムの対外的な脅威に対し、安全保障を行う平和的な環境づくりも行い、この時期にはソ連の援助は最早得られなくなった。従って中心となるASEAN当局者たちは、1994年のバンコクでのASEAN閣僚会議に参加するようベトナムを招待した。この後の1995年7月28日、ベトナムは公式に7番目のASEAN加盟国となった。その際1995年8月、ハノイのアメリカ合衆国連絡事務所は、アメリカ合衆国のビル・クリントン大統領が1995年7月11日にベトナムとの外交関係を正式に平常化すると発表した後で、大使館に格上げされた。